# Molenburk

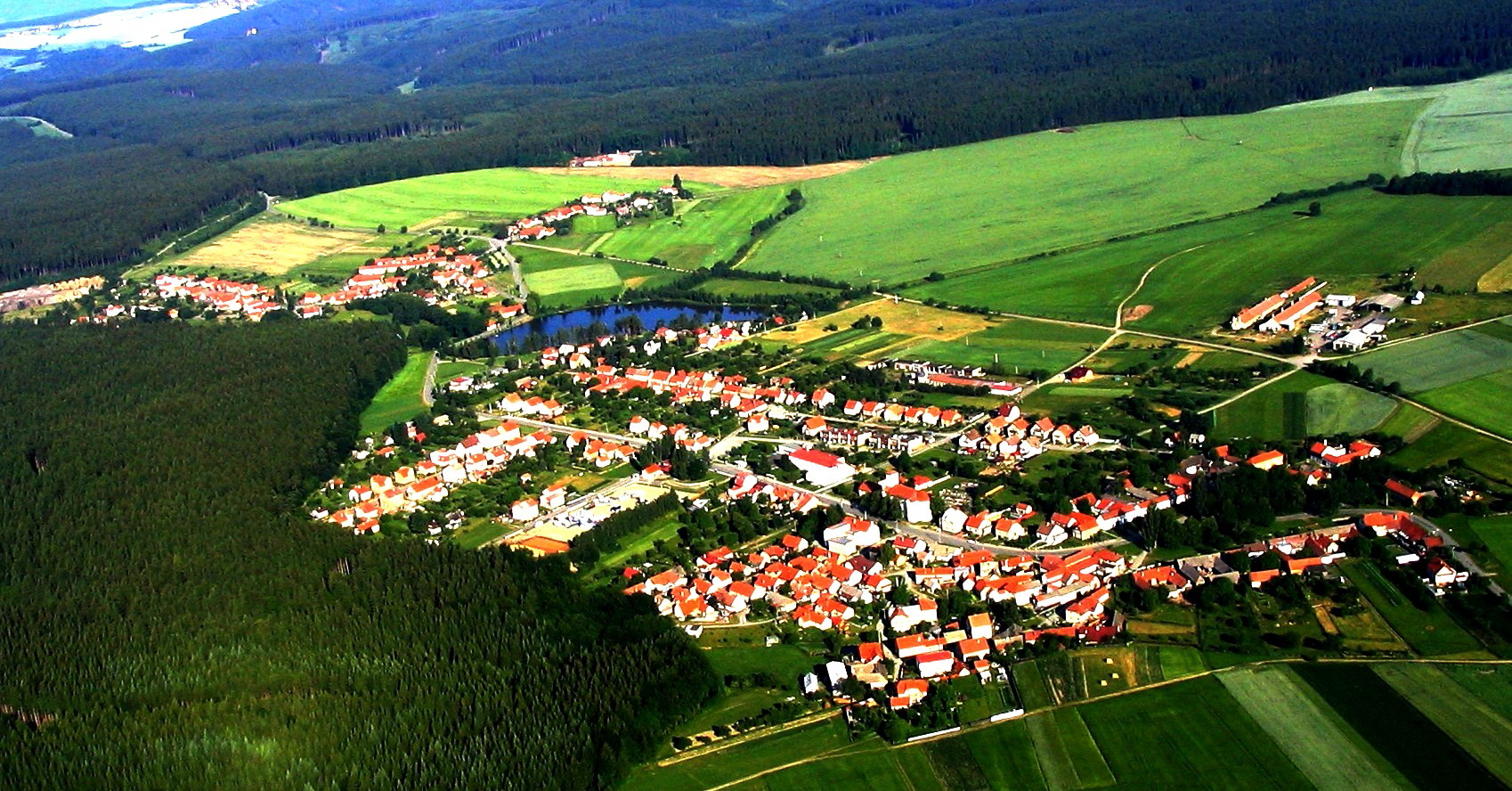
Luftbild von Molenburk, im Hintergrund Housko

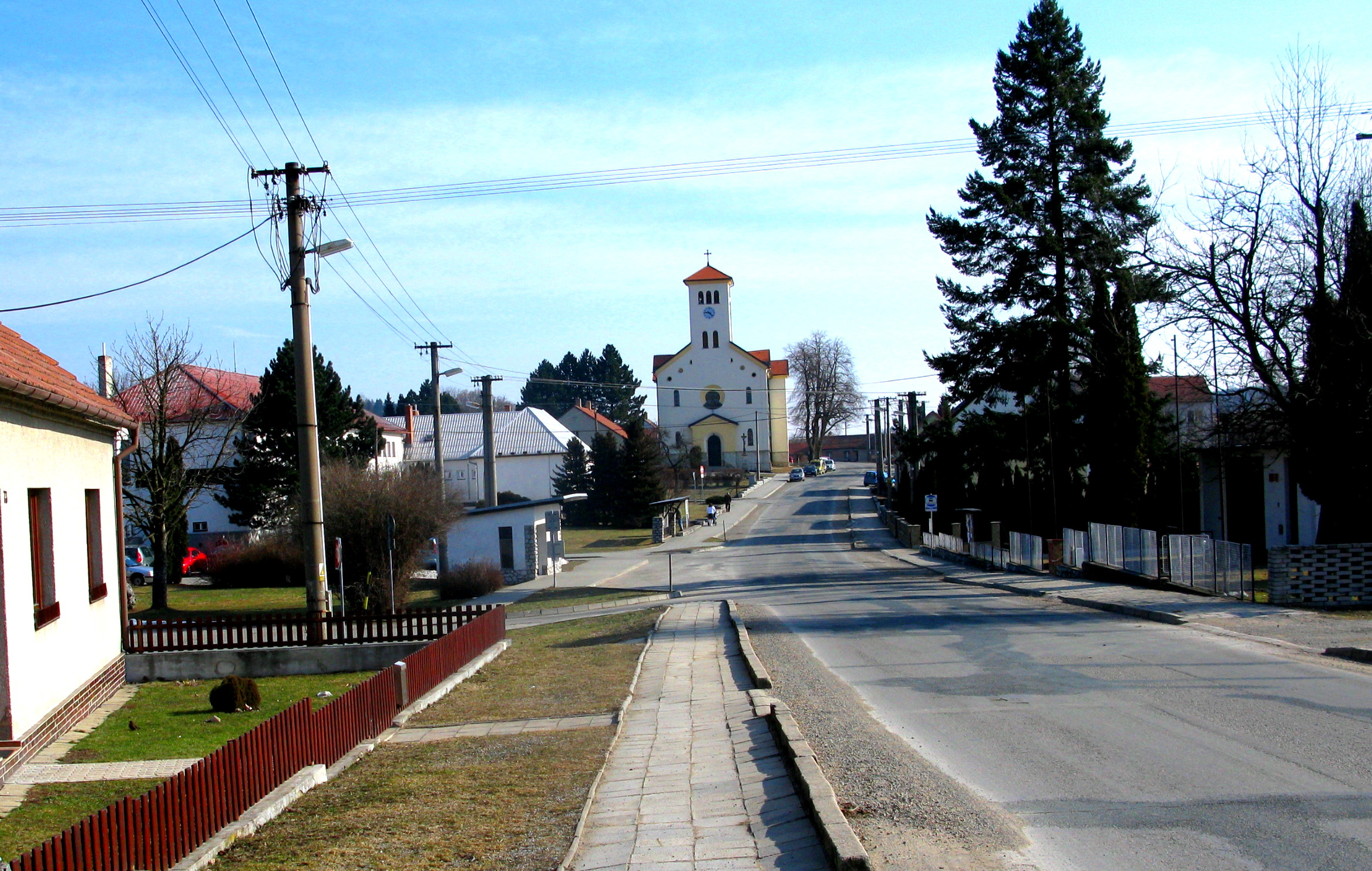
Häuser an der Staatsstraße

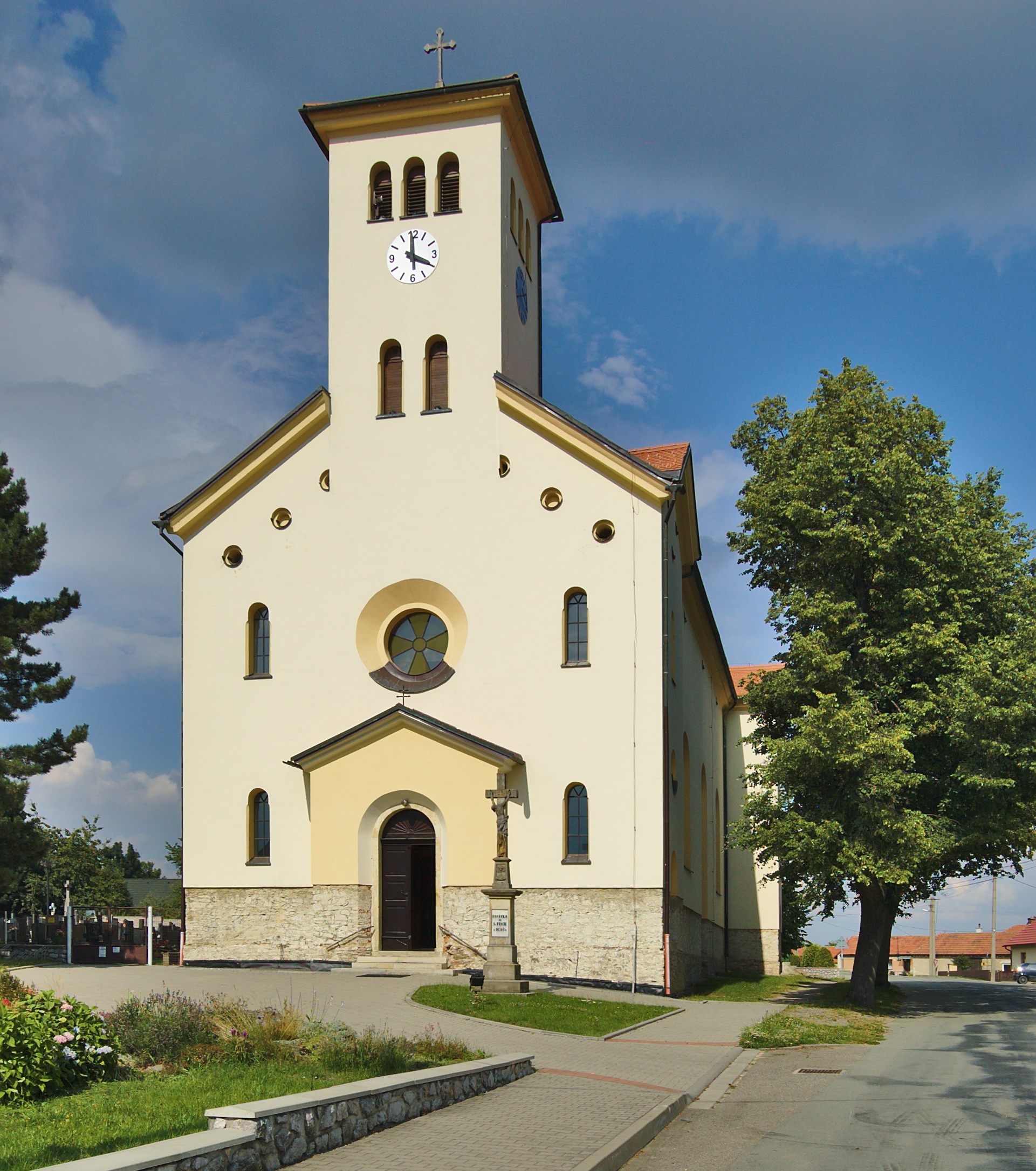
Kirche der hll. Kyrill und Method

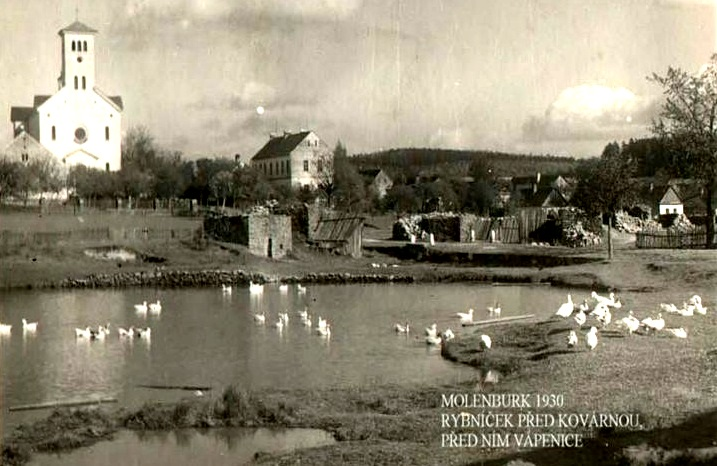
Teich vor der Schmiede, dahinter die Kalkbrennerei (1930)

Molenburk (deutsch Mollenburg) ist ein Ortsteil der Gemeinde Vysočany in Tschechien. Er liegt 15 Kilometer nordöstlich von Blansko und gehört zum Okres Blansko.

## Geographie
Molenburk befindet sich im Drahaner Bergland und liegt im Quellgebiet eines rechten Zuflusses zum Bach Molenburský potok. Westlich des Dorfes fließt der Bach Bělička, der auf der Gemarkung von Housko im Teich Polačka angestaut ist. Im Norden erhebt sich die Juráška (611 m. n.m.), östlich der Rozsocháč (628 m. n.m.) und im Nordwesten die Havlenka (636 m. n.m.). Durch den Ort führt die Staatsstraße II/377 zwischen Plumlov und Rájec-Jestřebí.
Nachbarorte sind Obora, Skelná Huť und Protivanov im Norden, Malé Hradisko, Repechy und Niva im Nordosten, Drahany und Bílý Kříž im Osten, Otinoves, Odrůvky und Rozstání im Südosten, Baldovec und Lipovec im Süden, Holštejn im Südwesten, Housko im Westen sowie Němčice, Ludíkov, U Dvorku und Žďárná im Nordwesten.

## Geschichte
Mollenburg wurde 1724 durch den Besitzer der Herrschaft Raitz, Karl Ludwig von Rogendorf und Mollenburg gegründet. Der Überlieferung nach hatte der Ortsgründer den Wiederaufbau der hinter der Panská skála gelegenen Kirchenruine des wüsten Dorfes Husky angedacht, wegen des hohen Aufwandes jedoch sein gelassen und das Dorf nach Protiwanow eingepfarrt. 1763 erwarb Anton Josef Altgraf von Salm-Reifferscheidt die Herrschaft Raitz von den Erben der Caroline von Rogendorf, geborene Pálffy-Erdöd, der Witwe Karl Ludwigs. Zu dieser Zeit wurde das Dorf als Molinburg bezeichnet. Im Zuge der Errichtung neuer Kirchen und Pfarreien aus dem Religionsfonds wuchs auch in Mollenburg und Hausko der Wunsch nach einer Pfarrei. Die eingesetzte Kommission bestätigte die Berechtigung des Gesuchs, hielt jedoch Rostein wegen der dort bereits vorhandenen Kirche als geeigneteren Pfarrsitz. Im Jahre 1784  wurde Mollenburg der neu errichteten Pfarrei Slaup zugewiesen. 1793 standen in Mollenburg 32 Häuser, in denen 230 Menschen lebten. Haupterwerbsquellen bildeten der Ackerbau und die Hausweberei; später kam noch die Kalkbrennerei für die Fürstlich Salm’schen Eisenwerke in Blansko hinzu. Hugo Altgraf zu Salm-Reifferscheidt ließ 1817 in Mollenburg eine einklassige Dorfschule einrichten.
Im Jahre 1835 bestand das im Brünner Kreis gelegene Dorf Mollenburg aus 63 Häusern mit 416 mährischsprachigen Einwohnern. Die Bewohner besaßen von der Herrschaft abgekaufte Dominikal-Podsedkergründe. Im Ort gab es eine Mittelschule. Mollenburg war der Sitz eines der sieben herrschaftlichen Forstreviere. Pfarrort war Slaup, der Amtsort Raitz. Bis zur Mitte des 19. Jahrhunderts blieb Mollenburg der Allodialherrschaft Raitz untertänig.
Nach der Aufhebung der Patrimonialherrschaften bildete Mollenburk / Mollenburg ab 1854 eine Gemeinde im Gerichtsbezirk Blansko. Ab 1869 gehörte Mollenburk zum Bezirk Boskowitz; zu dieser Zeit hatte das Dorf 555 Einwohner und bestand aus 72 Häusern. Nachdem 1849 eine Deputation mit einem Zusageversprechen aus Wien zurückgekehrt war, reichten der Hauskoer Bürgermeister Musil und der Slauper Pfarrer Wolf im selben Jahr bei Kaiser Franz Joseph I. ein förmliches Gesuch wegen Errichtung einer Kirche und Pfarrei in Mollenburg auf Kosten der Gemeinden ein, dem 1851 einschließlich einer jährlichen Zahlung von 315 Gulden aus dem Religionsfonds für den Pfarrer stattgegeben wurde. Ein Baubeginn war jedoch nicht absehbar, da die Gemeinden nicht in der Lage waren, die auf 21.589 Gulden veranschlagten hohen Baukosten – davon 12.861 Gulden für die Kirche und 5.668 Gulden für das Pfarrhaus – zu tragen. Um den Kirchenbau doch noch zu realisieren, wurde nach einer anderweitigen Lösung gesucht. Billiges Bauholz war in den waldreichen Gemeindefluren reichlich vorhanden, ebenso auch Baukalk und Sand; die Lehmziegel (vepřovice) und später auch gebrannte Ziegel stellten von Ziegeleifachleuten angelernte Bewohner beider Dörfer unter Aufsicht des Müllers Zouhar auf dem Gelände der Mühle in Hausko, wo ein geeignetes Vorkommen von gelbem Lehm (žlutnice) bestand, über zehn Jahre selber her. Nachdem nach 13 Jahren sämtliches Baumaterial in Eigenleistung hergestellt worden war, begann im Juni 1864 schließlich der Bau der Kirche unter Aufsicht des Baumeisters Brázda aus Rájec. Nach der Fertigstellung der Kirche im Jahre 1868 wurde mit dem Bau des Pfarrhauses begonnen. Am 18. Januar 1877 wurde der aus Hartmanice stammende Vendelín Hrubý zum ersten Pfarrer von Mollenburk bestellt. Housko wurde im selben Jahre nach Molenburk umgepfarrt. Seit den 1870er Jahren ist Molenburk als tschechischer Ortsname gebräuchlich.
Die Gründung der Freiwilligen Feuerwehr erfolgte 1892. Im selben Jahre wurde die Schule erweitert und der zweiklassige Unterricht aufgenommen. Am 10. April 1893 brach in Molenburk ein Großfeuer aus, das 37 der 80 Häuser des Dorfes zerstörte. Die Gasse mit den Podsedniken unterhalb der Schule brannte komplett nieder, da sich die giebelständigen Häuser dicht aneinanderreihten und das Feuer dort nicht gelöscht werden konnte. Die Brandbekämpfung erfolgte mit Unterstützung der Feuerwehren aus Žďárná, Rozstání, Šošůvka und Hartmanice; selbst im 30 Kilometer entfernten Brünn wurde der Brand wahrgenommen und die Feuerwehr in der Annahme eines Feuers im Stadtgebiet alarmiert. Innerhalb eines Jahres waren die abgebrannten Häuser im groben wiederaufgebaut; hauptsächlich wurden dazu Lehmziegeln aus Housko verwendet, jedoch waren die dortigen Kapazitäten mit dem Großbedarf überlastet, so dass auch in Molenburk am Teich unterhalb des Pfarrhauses die Ziegelproduktion aufgenommen wurde. Im Jahre 1900 hatte Molenburk 550 Einwohner, 1910 waren es 598.
Zu Beginn des 20. Jahrhunderts gab es Pläne zum Bau einer Bahnstrecke Blansko – Wischau, die als Teil einer Mährischen Karstbahn auf einer Länge von 20 Kilometern vom Bahnhof Raitz über Holleschin, Slaup, Hausko und Mollenburg das Drahaner Bergland überqueren sollte. Dabei wurden auch Optionen von Streckenverlängerungen nach Prostějov, Přerov oder Tišnov in Erwägung gezogen. Das vom k.k. Baurat A. Samojed im Januar 1914 fertiggestellte Projekt blieb in Folge des Kriegsausbruches unausgeführt. Nach dem Ersten Weltkrieg zerfiel der Vielvölkerstaat Österreich-Ungarn, das Dorf wurde 1918 Teil der neu gebildeten Tschechoslowakischen Republik. Beim Zensus von 1921 lebten in den 87 Häusern von Molenburk 620 Tschechen. Die Elektrifizierung des Dorfes erfolgte 1928. 1930 lebten in den 90 Häusern der Gemeinde 529 Menschen. Von 1939 bis 1945 gehörte Molenburk / Mollenburg zum Protektorat Böhmen und Mähren. Während der deutschen Besetzung erfolgte 1940 der Beschluss zur Erweiterung des Schießplatzes Wischau zu einem großen Truppenübungsplatz der Wehrmacht. Zu den 33 für die Errichtung des Truppenübungsplatzes Wischau zu räumenden Dörfern gehörte in der dritten, bis 31. Dezember 1944 zu realisierenden Etappe auch Molenburk. Ein Großteil der 685 Einwohner des aus 111 Häusern bestehenden Dorfes wurde zwangsausgesiedelt und auf verschiedene Gemeinden in Böhmen und Mähren verstreut. Nach dem Ende des Zweiten Weltkrieges wurde der Ort wieder besiedelt. Im Jahre 1949 wurde die Gemeinde dem neugebildeten Okres Blansko zugeordnet. 1950 hatte die Gemeinde 524 Einwohner. In der zweiten Hälfte des 20. Jahrhunderts wurde das Dorf stark erweitert, die Häuserzahl verdoppelte sich. Die Felder westlich von Molenburk wurden bis an den Teich Polačka mit Familienhäusern bebaut. 1964 wurde Molenburk mit Housko zu einer Gemeinde Vysočany zusammengeschlossen. Im Jahre 2001 bestand das Dorf aus 191 Wohnhäusern, in denen 545 Menschen lebten.

## Ortsgliederung
Der Ortsteil bildet einen Katastralbezirk.

## Sehenswürdigkeiten
- Kirche der hll. Kyrill und Method, erbaut 1864–1868. Die Weihe erfolgte 1874. Drei Jahre später wurde die Kirche zur Pfarrkirche erhoben.
- Pfarrhaus
- Statue des hl. Johannes von Nepomuk, an der Kirche
- Mehrere Flurkreuze
- Gedenkstein für die Gefallenen des Ersten Weltkrieges